# Poecilogramma cloetensi
Poecilogramma cloetensi är en insektsart som först beskrevs av Griffini 1908.  Poecilogramma cloetensi ingår i släktet Poecilogramma, och familjen vårtbitare. Inga underarter finns listade.